# جی هیون وو
جی هیون وو (کره‌ای: 지현우، زادهٔ جو هیونگ ته (주형태) در ۲۰ مارس ۱۹۸۴) بازیگر و موسیقی‌دان اهل کره جنوبی است. او سابقاً گیتاریست اصلی گروه راک مستقل کره‌ای به نام «د ناتس» بوده‌است و بیشتر به خاطر نقش اصلی در مجموعه تلویزیونی «ملکه و من» شناخته شده‌است.